# Humulești
Humulești település Romániában, Moldvában, Neamț megyében.

## Fekvése
Humulești Németvásár (Tirgu Neamț) mellett fekvő település, ma Németvásár egyik városrésze.

## Története
Itt született és itt nőtt fel Ion Creangă (1837–1889), a neves író és mesemondó. Emlékmúzeumának szülei zsindelytetős parasztháza ad otthont.
Ion Creangă életművében a moldvai falvak életét örökítette meg. Gyermekkorom emlékei című munkáját, mely magyarul is megjelent az irodalomtörténet találóan a moldvai falu művészi monográfiájának nevezi.